# Томпсон, Лонни
Лонни Томпсон (Lonnie G. Thompson; род. 1 июля 1948, Западная Виргиния, США) — американский геолог и гляциолог, климатолог и палеоклиматолог. Предоставил явные свидетельства глобального потепления.
Доктор философии, заслуженный профессор Университета штата Огайо, выпускником которого является и с которым затем и поныне связал свою жизнь. Член Национальной АН США (2005) и Американского философского общества (2006), иностранный член Китайской АН (2009). Удостоен Национальной медали науки (2005) и медали Бенджамина Франклина (2012), лауреат премий Хейнекена (2002), Тайлера (2005), Дэна Дэвида (2008).
В 2015 году был назван журналом «Тайм» в числе великих учёных (Great Scientists: The Geniuses, Eccentrics and Visionaries Who Transformed Our World), а в 2008 году тем же журналом назывался Environmental Hero, и в 2001 «Тайм» совместно с CNN называли его в числе America’s Best in Science and Medicine.
В журнале «Rolling Stone» его назвали в числе 25 лидеров, борящихся за предотвращение катастрофы планетарного масштаба.
Супруга Эллен Мосли-Томпсон также заслуженный профессор Университета штата Огайо, член НАН США и Американского философского общества. Они работают совместно.

## Биография
Родился и вырос в Гассавэе, Западная Виргиния.
Окончил Университет Маршалла (бакалавр геологии, 1970). Степени магистра и доктора философии — обе по геологии — получил в Университете штата Огайо (соотв. в 1973 и 1976), учился у Джона Мерсера. Затем работает там же, с 1991 года ассоциированный профессор, с 1994 года профессор кафедры геологических наук, а с 2002 года заслуженный профессор. С 2014 года также адъюнкт-профессор Китайской АН.
Поступив в университет первоначально для изучения угольной геологии, он взялся проверить — являвшееся тогда неортодоксальной теорией — положение о том, что ранние изменения климата Земли могут отразиться впервые на тропических ледяных шапках, а не в полярных областях планеты, и в 1970-х он стал первым, кто это сделал.
В 1983 году поездка на ледник в Перу Кельккайя принесёт ледяные керны, за чем выйдет первая серия публикаций его исследовательской группы в Science.
Он продолжает заниматься их сбором до настоящего времени, начиная с 1973 став участником более 50 экспедиций, вместе с супругой они брали ледяные керны в 16 странах, включая Китай, Перу, Россию, Танзанию и Индонезию — в Антарктиде, Гималаях и на Килиманджаро.
Ими был взят самый длинный в мире ледяной керн (Аляска, 2002) и первый тропический ледяной керн (Перу, 1983).
Считается даже, что Л. Томпсон провел на высоте выше 18 тыс. футов (5,5 тыс. метров) дольше, чем любой другой человек. Его наблюдения на протяжении трёх последних десятилетий за отступлением ледников подтверждают, что они тают во всём мире и что потепление за последние полвека выдаётся из диапазона изменчивости климата на несколько тысячелетий, если не более.
Вместе с супругой они консультировали Альберта Гора при съемках фильма «Неудобная правда» (2006).
Марк Боуэн посвятил исследовательской карьере Томпсона свою книгу 2005 года «Thin Ice». Своим другом называл его историк Джеффри Паркер.
Автор более 185 работ, в том числе ряда в журнале «Science».
С 1994 года член редколлегии журнала «Geology» Геологического общества Америки.
Член Американской академии искусств и наук (2019). Фелло AAAS (2005) и Американского геофизического союза (2001).

## Награды и почести
- 2001 — Отличие заслуженного учёного (Distinguished Scholar), высшее отличие для учёных Университета штата Огайо
- 2002 — Премия Хейнекена Нидерландской королевской АН
- 2002 — Common Wealth Award of Distinguished Service[англ.] (совместно с супругой)
- 2002 — Vega Medal, Swedish Society for Anthropology and Geography[англ.]
- 2005 — Премия Тайлера
- 2007 — Seligman Crystal[англ.], Международное гляциологическое общество
- 2007 — Эйнштейновский лектор Китайской АН
- 2008 — Премия Дэна Дэвида
- 2012 — Медаль Бенджамина Франклина
- 2012 — Международная премия научно-технологического сотрудничества КНР[11]
- 2013 — Joseph Sullivant Medal (совместно с супругой)[4]
- 2016 — Margaret Douglas Medal, Garden Club of America[англ.] (совместно с супругой)[12]
- Villanova University Mendel Medal (2020, совместно с супругой)
- BBVA Foundation Frontiers of Knowledge Award (2021)

Почётный доктор: Пенсильванский университет (2013), английский Ланкастерский университет (2011), Северо-Западный университет (2009).